# Arnold Hoogvliet
Arnold Hoogvliet est un poète hollandais, né à Vlaardingen le 3 juillet 1687 et mort dans la même ville le 17 octobre 1763. 

## Biographie
Il reçut une instruction tout à fait rudimentaire, et, n'ayant aucune fortune, il dut pour vivre devenir caissier du mont-de-piété de Dordrecht, puis receveur de sa ville natale. Il consacra ses loisirs à l'étude et apprit tout seul le latin et le grec. Il se fit connaître d'abord en publiant une traduction en vers néerlandais des Fastes d'Ovide (Delft, 1719, in-4, rééditée à Rotterdam en 1730), puis par une épopée en douze chants : le Patriarche Abraham (Rotterdam, 1728, in-4, 43 fois réédité; dernière éd., Nimègue, 1841, in-8).
Ses compatriotes lui firent un accueil enthousiaste, et ce poème est considéré comme un des chefs-d'œuvre de la littérature néerlandaise; les descriptions sont admirables et il y règne une grande richesse d'images et une remarquable harmonie. Hoogvliet a laissé inachevée une Messiade dont les fragments ont paru dans un recueil intitulé Mélanges (Rotterdam, 1737, in-4) il est aussi l'auteur de belles poésies pastorales : Zijdebalen (Delft, 1740, in-4). 